# Epitoxis stempfferi
Epitoxis stempfferi là một loài bướm đêm thuộc phân họ Arctiinae, họ Erebidae.